# クリストファー・ウィリアムズ (陸上選手)
クリストファー・ウィリアムズ（Christopher Williams、1972年3月15日 ‐ ）は、ジャマイカの陸上競技選手。専門は短距離走。100mで10秒05、200mで20秒02の自己ベストを持つ。2000年シドニーオリンピック男子4×400mリレーの銀メダリストである。2001年エドモントン世界選手権男子200mでは2位に入り、この種目ではジャマイカ人初のメダリストとなった。

## 経歴

### 1999年
8月、セビリア世界選手権の男子200mと4×100mリレーに出場し、世界選手権デビューを果たした。200mではセミファイナリストになり、20秒48（+1.6）の自己ベスト（当時）をマークしたものの準決勝組5着に終わり、決勝に進出できた組4着とは0秒12差で決勝進出を逃した。3走を務めた4×100mリレーは予選で38秒86の組4着に終わった。

### 2000年
9月、シドニーオリンピックの男子100mと200mと4×100mリレーと4×400mリレーに出場し、オリンピックデビューを果たした。100mは2次予選敗退、200mは昨年の世界選手権に続いてセミファイナリストになるも20秒47（-1.1）の組5着に終わり、決勝に進出できた組4着とは0秒26差で決勝進出を逃した。4×100mリレーは準決勝と決勝で3走（リンデル・フレイター、ドワイト・トーマス、ウィリアムズ、Llewelyn Bredwood）を務めると、準決勝で38秒27のジャマイカ記録（当時）を樹立し、全体3位タイで決勝に進出した。迎えた決勝でも準決勝のタイムを更に縮める38秒20のジャマイカ記録（当時）を樹立したが、3位のキューバとは0秒16差の4位でメダルを逃した。最後の種目の4×400mリレーは決勝で3走（マイケル・ブラックウッド、グレッグ・ホートン、ウィリアムズ、ダニー・マクファーレン）を務めると、2分58秒78をマークし、アメリカ（2分56秒35）、ナイジェリア（2分58秒68）に次いで銅メダルを獲得した（当時）。その後、優勝したアメリカはリレーメンバーのドーピング処分によりメダルを剥奪され、ジャマイカは2位に繰り上がり銀メダルを獲得した。

### 2001年
3月、リスボン世界室内選手権の男子200m予選を全体1位タイの20秒86で突破すると、準決勝は20秒78の組2着（全体4位）で突破し、この種目ではジャマイカ人初のファイナリストになった。ジャマイカ人初のメダル獲得がかかった決勝は21秒12とタイムを落とし、ショーン・クロフォード（20秒63）、クリスチャン・マルコム（20秒76）、パトリック・ファン・バルコム（20秒96）に次ぐ4位でメダルを逃した。世界室内選手権では2004年ブダペスト大会を最後に200mは実施されなくなったため、ウィリアムズが今大会で記録した4位はジャマイカ人の最高成績となっている。
8月、2大会連続の世界選手権出場となったエドモントン世界選手権は男子200mと4×100mリレーと4×400mリレーに出場した。200mは1次予選を全体1位の20秒25（+0.5）、2次予選を全体4位の20秒24（-0.3）でそれぞれ突破すると、準決勝は20秒11（+0.7）の組2着（全体3位）で突破し、この種目ではジャマイカ人初のファイナリストになった。決勝では20秒20（+0.1）とタイムを落とし、コンスタンティノス・ケンテリス（20秒04）には敗れたものの、キム・コリンズとショーン・クロフォードには同タイム着差ありで競り勝ち、この種目ではジャマイカ人初のメダリストになった。3走を務めた4×100mリレーは予選で40秒05の組6着に終わり、2大会連続で決勝には進めなかった。しかし、4×400mリレーは決勝で2走（ブランドン・シンプソン、ウィリアムズ、グレッグ・ホートン、ダニー・マクファーレン）を務めると、2分58秒39をマークし、アメリカ（2分57秒54）、バハマ（2分58秒19）に次いで銅メダルを獲得した（当時）。その後、優勝したアメリカはリレーメンバーのドーピング処分によりメダルを剥奪され、ジャマイカは2位に繰り上がり銀メダルを獲得した。2位という成績は、この種目におけるジャマイカ最高成績となっている。
この年の活躍が評価され、ジャマイカ・スポーツパーソン・オブ・ザ・イヤーの男性部門を受賞した。

### 2004年
8月、2大会連続のオリンピック出場となったアテネオリンピックでは男子200mに出場すると、2次予選を20秒34（+1.1）の組4着で突破し、2大会連続でセミファイナリストになった。準決勝は20秒80（-0.1）の組6着に終わり、決勝進出はならなかった。

### 2005年
8月、ヘルシンキ世界選手権の男子200mで2大会ぶりのセミファイナリストになるも20秒72（-0.3）の組5着に終わり、決勝に進出できた組4着とは0秒07差で2大会ぶりの決勝進出を逃した。
9月、モナコで開催されたワールドアスレチックファイナルの男子200mで20秒19（-1.5）をマークし、タイソン・ゲイ（19秒96）に次いで2位に入った。

### 2007年
8月、大阪世界選手権の男子200mで2大会連続のセミファイナリストになると、準決勝を20秒24（-0.4）の組3着で突破。3大会ぶりのファイナリストになるも、決勝は20秒57（-0.8）の7位で3大会ぶりのメダルを逃した。

### 2008年
8月、36歳という年齢ながら北京オリンピックに出場を果たすと、200mの2次予選で20秒28（+0.2）をマークして組3着に入り、3大会連続でセミファイナリストになった。準決勝は20秒45（+0.1）の組6着に終わり、初の決勝進出はならなかった。

### 2009年
7月、スペインのサラマンカで行われた競技会のドーピング検査で陽性反応を示したため、2011年11月まで資格停止処分となった。

## 自己ベスト
記録欄の（　）内の数字は風速（m/s）で、+は追い風を意味する。
| 種目 | 記録           | 年月日        | 場所               | 備考           |
| 屋外 | 屋外           | 屋外          | 屋外               | 屋外           |
| ---- | -------------- | ------------- | ------------------ | -------------- |
| 100m | 10秒05 (+1.0)  | 2000年7月21日 | キングストン       |                |
| 100m | 10秒03w (+2.8) | 2007年5月27日 | ポートオブスペイン | 追い風参考記録 |
| 200m | 20秒02 (+1.7)  | 2000年4月16日 | ウォルナット       |                |
| 室内 |                |               |                    |                |
| 60m  | 6秒61          | 2001年2月16日 | ハレ (ザーレ)      |                |
| 100m | 10秒34         | 2001年2月12日 | タンペレ           |                |
| 200m | 20秒68         | 2001年2月21日 | ピレウス           |                |

## 主要大会成績
備考欄の記録は当時のもの
| 年   | 大会                                | 場所                 | 種目    | 結果    | 記録            | 備考                                                                                 |
| ---- | ----------------------------------- | -------------------- | ------- | ------- | --------------- | ------------------------------------------------------------------------------------ |
| 1999 | ユニバーシアード (en)               | パルマ・デ・マヨルカ | 200m    | 決勝    | DQ              |                                                                                      |
| 1999 | 中央アメリカ・カリブ選手権 (en)     | ブリッジタウン       | 200m    | 優勝    | 20秒40w         |                                                                                      |
| 1999 | パンアメリカン競技大会 (en)         | ウィニペグ           | 200m    | 7位     | 21秒19 (-1.9)   |                                                                                      |
| 1999 | パンアメリカン競技大会 (en)         | ウィニペグ           | 4x100mR | 3位     | 38秒82 (3走)    |                                                                                      |
| 1999 | 世界選手権                          | セビリア             | 200m    | 準決勝  | 20秒48 (+1.6)   | 自己ベスト                                                                           |
| 1999 | 世界選手権                          | セビリア             | 4x100mR | 予選    | 38秒86 (3走)    |                                                                                      |
| 2000 | オリンピック                        | シドニー             | 100m    | 2次予選 | 10秒30 (+0.3)   |                                                                                      |
| 2000 | オリンピック                        | シドニー             | 200m    | 準決勝  | 20秒47 (-1.1)   |                                                                                      |
| 2000 | オリンピック                        | シドニー             | 4x100mR | 4位     | 38秒20 (3走)    | ジャマイカ記録                                                                       |
| 2000 | オリンピック                        | シドニー             | 4x400mR | 2位     | 2分58秒78 (3走) | 大会後に3位から2位に順位繰り上がり                                                   |
| 2001 | 世界室内選手権                      | リスボン             | 200m    | 4位     | 21秒12          | ジャマイカ男子初のファイナリスト ジャマイカ男子唯一のファイナリスト                  |
| 2001 | 世界選手権                          | エドモントン         | 200m    | 2位     | 20秒20 (+0.1)   | ジャマイカ男子初のファイナリスト ジャマイカ男子初のメダリスト 2位から4位まで同タイム |
| 2001 | 世界選手権                          | エドモントン         | 4x100mR | 予選    | 40秒05 (3走)    |                                                                                      |
| 2001 | 世界選手権                          | エドモントン         | 4x400mR | 2位     | 2分58秒39 (2走) | 大会後に3位から2位に順位繰り上がり ジャマイカ男子最高成績                            |
| 2001 | グッドウィルゲームズ (en)           | ブリスベン           | 200m    | 2位     | 20秒38          |                                                                                      |
| 2001 | グッドウィルゲームズ (en)           | ブリスベン           | 4x100mR | 2位     | 38秒92 (4走)    |                                                                                      |
| 2001 | グランプリファイナル (en)           | メルボルン           | 200m    | 5位     | 20秒59 (+1.0)   |                                                                                      |
| 2002 | コモンウェルスゲームズ (en)         | マンチェスター       | 200m    | 1次予選 | DQ              |                                                                                      |
| 2002 | コモンウェルスゲームズ (en)         | マンチェスター       | 4x100mR | 2位     | 38秒62 (3走)    | 1位と同タイム                                                                        |
| 2002 | ワールドカップ (en)                 | マドリード           | 4x100mR | 2位     | 38秒32 (3走)    | アメリカ大陸代表                                                                     |
| 2002 | 中央アメリカ・カリブ海競技大会 (en) | サンサルバドル       | 200m    | 2位     | 21秒04          |                                                                                      |
| 2003 | 中央アメリカ・カリブ選手権 (en)     | セントジョージズ     | 200m    | 3位     | 20秒58 (0.0)    | 2位と0秒01差                                                                         |
| 2003 | 中央アメリカ・カリブ選手権 (en)     | セントジョージズ     | 4x100mR | 2位     | 39秒20 (3走)    |                                                                                      |
| 2003 | パンアメリカン競技大会 (en)         | サントドミンゴ       | 200m    | 2位     | 20秒54 (+0.6)   |                                                                                      |
| 2003 | パンアメリカン競技大会 (en)         | サントドミンゴ       | 4x100mR | 決勝    | DQ              |                                                                                      |
| 2003 | 世界選手権                          | パリ                 | 200m    | 2次予選 | 20秒79 (+0.6)   |                                                                                      |
| 2004 | オリンピック                        | アテネ               | 200m    | 準決勝  | 20秒80 (-0.1)   |                                                                                      |
| 2005 | 世界選手権                          | ヘルシンキ           | 200m    | 準決勝  | 20秒72 (-0.3)   |                                                                                      |
| 2005 | ワールドアスレチックファイナル (en) | モナコ               | 200m    | 2位     | 20秒19 (-1.5)   |                                                                                      |
| 2006 | コモンウェルスゲームズ (en)         | メルボルン           | 200m    | 3位     | 20秒52 (+0.5)   |                                                                                      |
| 2006 | コモンウェルスゲームズ (en)         | メルボルン           | 4x100mR | 優勝    | 38秒36 (3走)    |                                                                                      |
| 2006 | ワールドアスレチックファイナル (en) | シュトゥットガルト   | 200m    | 5位     | 20秒27 (-0.1)   |                                                                                      |
| 2006 | ワールドカップ (en)                 | アテネ               | 4x100mR | 決勝    | DNF (3走)       | アメリカ大陸代表                                                                     |
| 2007 | 世界選手権                          | 大阪                 | 200m    | 7位     | 20秒57 (-0.8)   |                                                                                      |
| 2007 | ワールドアスレチックファイナル (en) | シュトゥットガルト   | 200m    | 5位     | 20秒39 (+1.3)   |                                                                                      |
| 2008 | オリンピック                        | 北京                 | 200m    | 準決勝  | 20秒45 (+0.1)   |                                                                                      |
| 2008 | ワールドアスレチックファイナル (en) | シュトゥットガルト   | 200m    | 4位     | 20秒66 (-0.1)   |                                                                                      |